# Onthophagus dorsipilulus
Onthophagus dorsipilulus är en skalbaggsart som beskrevs av Henry Fuller Howden och Gill 1987. Onthophagus dorsipilulus ingår i släktet Onthophagus och familjen bladhorningar. Inga underarter finns listade i Catalogue of Life.